# Discographie de Brian Cadd
 (février 2017).
Si vous disposez d'ouvrages ou d'articles de référence ou si vous connaissez des sites web de qualité traitant du thème abordé ici, merci de compléter l'article en donnant les références utiles à sa vérifiabilité et en les liant à la section « Notes et références ».
La discographie de Brian Cadd, chanteur-compositeur-interprète australien, se compose principalement de 12 albums, dont 10 enregistré en studio et 2 autres en live, plus 4 compilations et 1 EP.

## Albums

### Albums Studio
| Title                                                           | Détails de l'album                                                                                                   | Classement           | Certifications |
| Title                                                           | Détails de l'album                                                                                                   | Australie,           | Certifications |
| --------------------------------------------------------------- | --- | -------------------- | -------------- |
| Brian Cadd                                                      | - Date de sortie: Novembre 1972 - Label: Bootleg / Chelsea Records (BLA-023) - Format: Vinyle, Cassette              | 3 Go-Set             | N/A            |
| Parabrahm                                                       | - Date de sortie: Octobre 1973 - Label: Bootleg / Chelsea Records (BLA 034) - Format: Vinyle, Cassette               | 5 Kent Music Report  | N/A            |
| Moonshine                                                       | - Date de sortie: Août 1974 - Label: Bootleg / Chelsea Records (BLA 044) - Format: Vinyle, Cassette                  | 11 Kent Music Report | N/A            |
| White on White                                                  | - Date de sortie: 1976 - Label: Interfusion Records (L 36074)/ Capitol Records (ST-11573) - Format: Vinyle, Cassette | 93 Kent Music Report | N/A            |
| Yesterdaydreams                                                 | - Date de sortie: 1978 - Label: Interfusion Records (L 36733)/ Capitol Records (SW-11681) - Format: Vinyle, Cassette | -                    | N/A            |
| No Stone Unturned                                               | - Date de sortie: 1985 - Label: Graffiti Records (824668-1) - Format: Vinyle, Cassette, CD                           | -                    | -              |
| Live at Crown                                                   | - Date de sortie: Novembre 1998 - Label: Warner Music (9300002 980111) - Format: CD, Cassette                        | -                    | -              |
| Cleanskin                                                       | - Date de sortie: 2003 - Label: MGM Distribution (CDE001) - Format: CD                                               | -                    | -              |
| Quietly Rusting                                                 | - Date de sortie: Octobre 2005 - Label: MGM Distribution (CDMN0502) - Format: CD                                     | -                    | -              |
| Live at the Con (attribué à Brian Cadd et Russell Morris)       | - Date de sortie: Novembre 2007 - Label: Caddman Enterprise (CDMN0711) - Format: CD                                  | -                    | -              |
| Wild Bulls and Horses (attribué à Brian Cadd et Russell Morris) | - Date de sortie: Juin 2011 - Label: Caddman Enterprise (CDMN004) - Format: CD                                       | -                    | -              |
| Bulletproof (attribué à Brian Cadd et The Bootleg Family Band)  | - Date de sortie: 11 Novembre 2016 - Label: Caddman Enterprise / MGM Music - Format: CD                              | -                    | -              |

### Compilations
| Titre                   | Album de détails | Classement        |
| Titre                   | Album de détails | Kent Music Report |
| ----------------------- | --- | ----------------- |
| The Magic of Brian Cadd | - Sortie: Avril 1975 - Label: Bootleg (BLA 047) - Format: Vinyle, Cassette                                                   | 34                |
| Keep on Rockin'         | - Sortie: 1976 - Label: J&B Records (J&B 180) - Format: Vinyle, Cassette                                                     | 54                |
| The Best of Brian Cadd  | - Sortie: 1979 - Label: Summitt Records (SRA295291) - Format: Vinyle, Cassette - Réédition de 1972 sur l'album de Brian Cadd | -                 |
| The Great Brian Cadd    | - Publié: Août 2002 - Label: Mana Music Productions - Format: CD, téléchargement numérique - 3 CD                            | -                 |

## EP
| Titre      | Détails                                                                                |
| ---------- | -------------------------------------------------------------------------------------- |
| Brian Cadd | - Date de sortie: Août 1973 - Étiquette: Bootleg (BLEP 188) - Format: Vinyle, Cassette |

## Singles
- Show Me the Way / Rolling and Tumblin' Down (avec Don Mudie) – Fable (FB 091) (décembre 1971)
- Ginger Man  / 'Fairweather Friend – Bootleg (BL 138) (août 1972)
- Every Mother's Son / Pappy Got the Blues – Bootleg (BL 170) (mars 1973)
- Handy Man / Garder le Rockin'  - Bootleg (BL 197) (octobre 1973)
- Alvin Purple / Keep on Rockin'   – Bootleg (BL 201) (novembre 1973)
- A Little Ray of Sunshine / Arkansas Grass (avec Don Mudie) – Fable (FB 203) (février 1974)
- Class of '74 / School Days – Bootleg (BL 214) (avril 1974)
- Let Go / Think It Over – Bootleg (BL 223) (août 1974)
- Boogie Queen / "All in the Way – Bootleg (BL 230) (décembre 1974)
- Gimme Gimme Good Lovin'  / Fire at Shepherd's Flat"  – Bootleg (BL 249) (mai 1975)
- White on White El Dorado / Longest Night – Interfusion  (décembre 1976)
- Yesterday Dreams / 1000 Different Ways – Interfusion (K 7195) (octobre 1978)
- Skating on Thin Ice / Ol' 55 – Interaction (K 7390) (avril 1979)
- Very Very Very Long Time / Move Me – Interaction (K 7708) (mai 1980)
- My Baby (Loves to Hurt Me) / For the Love of a Woman – Mushroom (K 8904) (septembre 1982)
- Land of the Video / Real to Me – Graffiti (880283) (mars 1985)
- Still Hurting Me / Writing's on the Wall – Graffiti (884060) (juin 1985)
- To Love Somebody (avec Marcia Hines, Max Merritt et Doug Parkinson) (2003)
- Simple Ben (avec Lior, Mike Rudd et Old Man River) - (Boombara Creative) (août 2008)

## Participations
- 1981 : album Live de Johnny Hallyday / piano : Brian Cadd[4]